# Pérignat-lès-Sarliève
Pérignat-lès-Sarliève – miejscowość i gmina we Francji, w regionie Owernia-Rodan-Alpy, w departamencie Puy-de-Dôme.
Według danych na rok 1990 gminę zamieszkiwało 1716 osób, a gęstość zaludnienia wynosiła 437 osób/km² (wśród 1310 gmin Owernii Pérignat-lès-Sarliève plasuje się na 127. miejscu pod względem liczby ludności, natomiast pod względem powierzchni na miejscu 1015.).